# Marieholm 26
De Marieholm 26 (vaak aangeduid als "M26") is een klein, klassiek gelijnd kajuitzeiljacht, gebouwd door de voormalige scheepswerf Marieholms Bruk in Zweden. De kuip en de kajuit van de "M26" is ruimer en de M26 is zwaarder dan de IF-boot, die ook door Marieholms Bruk werd gebouwd en vaak wordt verward met de IF-boot. Het tuigage van de M26 en de romp zijn vrijwel identiek aan die van de IF. De M26 heeft altijd een inboard motor, bekend van de IF-E, de Volvo Penta. De M26 heeft een ander zeilteken en zeilt dus ook niet mee in wedstrijden van de IF-klasse. In verkoopadvertenties worden beide boten nogal eens aangeduid met "M26 IF". Dat is feitelijk een contaminatie.
De IF en de M 26 zijn uit elkaar te houden door te kijken naar het aantal patrijspoorten: de IF heeft aan weerszijden 2 patrijspoorten, de M26 heeft er aan weerszijden 3. Tevens heeft de IF achter de kuip twee bakskisten, waar bijvoorbeeld een anker, brandstof of lijnen in kunnen worden opgeborgen. De M 26 heeft die niet, waardoor de kuip aanmerkelijk groter is.

## Constructie
Het onderschip en de opbouw (dek en kajuit) bestaan uit polyester dat versterkt is met glasvezel.
De klassiek gevormde kiel is lang en van gietijzer, hij werd in romp vast gelamineerd. De kiel vormt een geheel met de romp en kan niet van de romp loskomen. Opvallend is dat de mast op het dek staat en niet door het dek heen steekt, dat geeft ruimte in de kajuit.
De inrichting van de kajuit is gemaakt van teak en soms mahonie en multiplexmateriaal.

## Fotogalerij

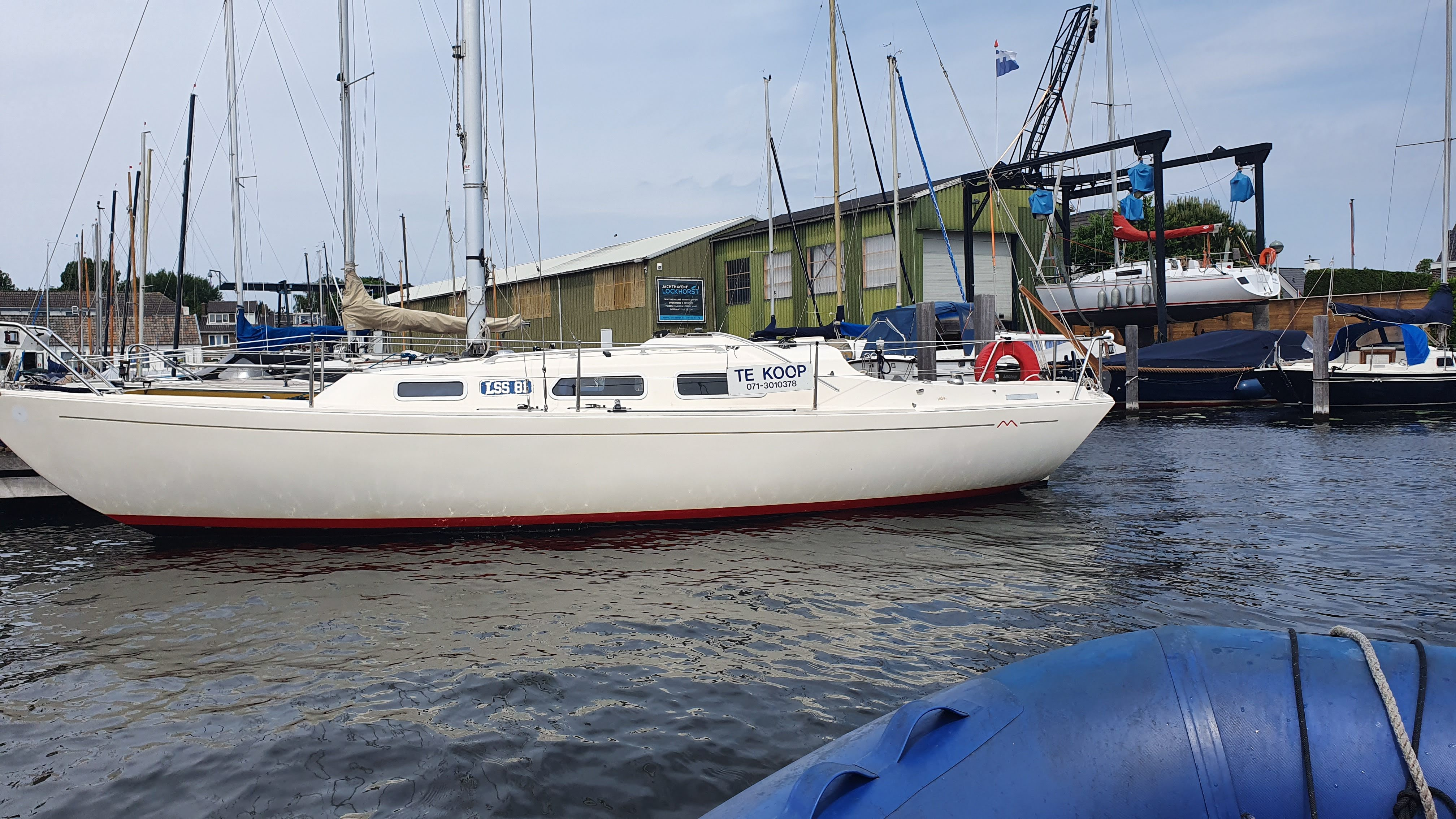